# Alan Kelly (Politiker)

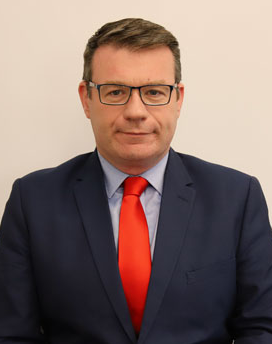
Alan Kelly (2020)

Alan Kelly (irisch Alan Ó Ceallaigh, * 13. Juli 1975 in Limerick, County Limerick) ist ein irischer Politiker und seit 2011 Mitglied des Dáil Éireann. Zuvor war er von 2007 bis 2009 Mitglied im Seanad Éireann sowie von 2009 bis 2011 Mitglied des Europäischen Parlaments. Von Juli 2014 bis Mai 2016 war er in der Nachfolge von Joan Burton, die 2014 zur neuen Parteivorsitzenden gewählt wurde, stellvertretender Parteivorsitzender der Irish Labour Party. Im Mai 2016 scheiterte er bei dem Versuch, Nachfolger der nach der Wahlniederlage der Labour Party vom 26. Februar 2016 zurückgetretenen Parteivorsitzenden Joan Burton zu werden. Nach dem Rücktritt von Brendan Howlin wurde Kelly im April 2020 zum neuen Parteichef der Irish Labour Party gewählt. Nachdem es ihm in den darauf folgenden zwei Jahren nicht gelungen war, die Position der Partei in den Meinungsumfragen zu verbessern, trat er am 2. März 2022 nach Aufforderung der Abgeordneten und Senatoren seiner Partei wieder von dem Amt zurück.

## Leben
Kelly studierte Englisch und Geschichte am University College Cork. 1995 erhielt er dort seinen B.A. Hons., sowie 1997 einen M.Phil. Hons. in Politikwissenschaft. Danach besuchte er bis 1999 das Boston College und schließlich das University College Dublin.
Im Jahr 2007 wurde Kelly, der schon lange in der Irish Labour Party aktiv war, für seine Partei in den 23. Seanad Éireann. Diesem gehörte er an, bis er bei der Europawahl in Irland 2009 in das Europäische Parlament gewählt wurde. Bei der Nachwahl im Dezember 2009 für seinen vakanten Sitz im Seanad Éireann wurde der Kandidat der Green Party, Niall Ó Brolcháin, gewählt.
Im Europäischen Parlament war Kelly Mitglied der Fraktion S&D und gehörte dem Ausschuss für Binnenmarkt und Verbraucherschutz an. 2011 wurde er bei der vorgezogenen Parlamentswahl in Irland in den Dáil Éireann gewählt und legte daraufhin sein Mandat im Europäischen Parlament nieder. Nach der Kabinettsumbildung vom 12. Juli 2014 war er bis zur Neuwahl des Parlaments am 26. Februar 2016 Umwelt- und Innenminister. Bei der Wahl gehörte er zu den sieben der zuvor 37 Abgeordneten, die ins Parlament zurückkehrten.